# Spuž
Spuž es una localidad de Montenegro perteneciente al municipio de Danilovgrad en el centro del país.
En 2011 tenía una población de 1696 habitantes, de los cuales 931 eran étnicamente montenegrinos y 636 serbios.
Se ubica sobre el río Zeta, a medio camino entre la capital municipal Danilovgrad y la capital nacional Podgorica.
Es una de las principales localidades de la llanura de Bjelopavlićka. Durante el período otomano era conocida como "İşpozi" y era la sede administrativa de un kaza en el sanjacado de İşkodra, hasta que en 1878 fue incorporado al principado de Montenegro. Desde la segunda mitad del siglo XX ha tenido un desarrollo urbano por su proximidad a Podgorica, destacando el pueblo por albergar la principal prisión del país.

## Demografía
La localidad ha tenido la siguiente evolución demográfica:
| Gráfica de evolución demográfica de Spuž entre 1948 y 2003 |
|                                                            |